# (66666) 1999 TL9
1999 تي أل 9 (ويعرف أيضًا باسم (66666) 1999 تي أل 9 وفق تسمية الكوكب الصغير) (بالإنجليزية: 1999 TL9)‏ هو كويكب ضمن حزام الكويكبات؛ وترتيبه 66666 من حيث الاكتشاف.
اكتُشف هذا الجُرم الفلكي بواسطة كورادو كورليفيتش في 7 أكتوبر 1999.

## وصلات خارجية
- (66666) 1999 TL9 في قاعدة بيانات مختبر الدفع النفاث لأجرام النظام الشمسي الصغيرة

- الاكتشاف · مخطط المدار ·  العناصر المدارية · المعلمات المادية

- (66666) 1999 TL9 على موقع ويكي سكاي: DSS2, SDSS, GALEX, IRAS, Hydrogen α, X-Ray, Astrophoto, Sky Map, Articles and images